# Плейно (Айова)
Плейно (англ. Plano) — місто (англ. city) в США, в окрузі Аппанус штату Айова. Населення — 59 осіб (2020).

## Географія
Плейно розташоване за координатами 40°45′20″ пн. ш. 93°2′49″ зх. д. / 40.75556° пн. ш. 93.04694° зх. д. (40.755423, -93.046945).  За даними Бюро перепису населення США в 2010 році місто мало площу 1,46 км², уся площа — суходіл.

## Демографія
Згідно з переписом 2010 року, у місті мешкало 70 осіб у 30 домогосподарствах у складі 18 родин. Густота населення становила 48 осіб/км².  Було 37 помешкань (25/км²).
Расовий склад населення:
| - 90,0 % — білих - 8,6 % — чорних або афроамериканців |

До двох чи більше рас належало 1,4 %. Частка іспаномовних становила 8,6 % від усіх жителів.
За віковим діапазоном населення розподілялося таким чином: 27,1 % — особи молодші 18 років, 44,3 % — особи у віці 18—64 років, 28,6 % — особи у віці 65 років та старші. Медіана віку мешканця становила 39,5 року. На 100 осіб жіночої статі у місті припадало 112,1 чоловіків;  на 100 жінок у віці від 18 років та старших — 112,5 чоловіків також старших 18 років.
Середній дохід на одне домашнє господарство  становив 57 654 долари США (медіана — 43 750), а середній дохід на одну сім'ю — 61 554 долари (медіана — 48 750). За межею бідності перебувало 5,0 % осіб, у тому числі 0,0 % дітей у віці до 18 років та 11,1 % осіб у віці 65 років та старших.
Цивільне працевлаштоване населення становило 21 осіб. Основні галузі зайнятості: роздрібна торгівля — 28,6 %, науковці, спеціалісти, менеджери — 19,0 %, транспорт — 14,3 %.